# Jakob Waldstein
Jakob Waldstein (* 1810 in Dörzbach; † 21. September 1876 in Wien) war ein deutscher Erfinder, Optiker und Unternehmer, der in Deutschland und Österreich lebte. Er war jüdischen Glaubens.

## Leben
Aus der ersten Ehe mit Cäcilie Gutmann († 1842 in Wien) stammen die Söhne Max, dem späteren Schriftsteller Ludwig (1836–1919) und Simon, dessen Sohn Otto (1878–1936) Präsident des österreichischen Optikervereins war und 1932 mit der Wilhelm-Exner-Medaille ausgezeichnet wurde. 
Der zweiten mit Babette Leidesdorf 1843 in Wien geschlossenen Ehe entstammt die Tochter Antonia Passauer (1844–1926) die mit Dr. med. Moritz Passauer verheiratet war, und deren Stiftung während des Nationalsozialismus an die heutige IKG überging.

## Unternehmer
Seit spätestens 1838 führte er mit seinem Vater Arnold Waldstein (1787–1853) ein „Oculistisches Brillen-Institut“ am Maximiliansplatz 2 (Dultplatz) in München, wobei den Käufern eine schriftliche Garantie über mehrere Jahre ausgestellt wurde. 1844 gründete er mit Unterstützung der Wiener Porzellanmanufaktur in Wien in Ottakring eine Glashütte für optisches Glas die bis um 1865 existierte.

## Kunden
Zu seinen Kunden gehörten um 1838 unter anderem Martin Münz, Karl Wilhelm Stark (1787–1845), Philipp Franz von Walther und Burkhard Wilhelm Seiler.

## Ausstellung
Anlässlich der Gewerbe-Ausstellung in Wien 1845 präsentierte Waldstein sechs Crown- und zwölf Flintglaslinsen. Anerkennung fand er für seine Bemühungen um die Verbreitung und Verbesserung der Gläser.

## Veröffentlichungen
- 1870: "Die Brille. Anleitung zur Unterstützung und Erhaltung des Sehvermögens.", zweite. verbesserte Auflage, Gerold, C., Wien 40 Seiten, 1 loses Blatt als Zusatz zu S. 37[11]